# Devin Kaplan
Devin Kaplan, född 10 januari 2004, är en amerikansk professionell ishockeyforward som spelar för Philadelphia Flyers i National Hockey League (NHL).
Han har tidigare spelat för Boston University Terriers i National Collegiate Athletic Association (NCAA) och Team USA i United States Hockey League (USHL).
Kaplan draftades av Philadelphia Flyers i tredje rundan i 2022 års draft som 69:e spelare totalt.

## Statistik
| 2017–2018   | North Jersey Avalanche U14 | AYHL        | 19  | 11 | 16 | 27 | 32  | — | — | — | — | — |
|             | North Jersey Avalanche U14 | T1EHL       | 12  | 4  | 8  | 12 | 32  | — | — | — | — | — |
| 2018–2019   | North Jersey Avalanche U16 | AYHL        | 20  | 16 | 21 | 37 | 91  | — | — | — | — | — |
|             | North Jersey Avalanche U16 | T1EHL       | 24  | 14 | 17 | 31 | 8   | — | — | — | — | — |
| 2019–2020   | North Jersey Avalanche U16 | AYHL        | 4   | 2  | 11 | 13 | 16  | — | — | — | — | — |
|             | North Jersey Avalanche U16 |             | 8   | 3  | 6  | 9  | 30  | 1 | 1 | 0 | 1 | 0 |
| 2020–2021   | Team USA                   | USHL        | 30  | 6  | 18 | 24 | 32  | — | — | — | — | — |
|             | U.S. National U17 Team     |             | 46  | 13 | 26 | 39 | 52  | — | — | — | — | — |
|             | U.S. National U18 Team     |             | 2   | 1  | 2  | 3  | 0   | — | — | — | — | — |
| 2021–2022   | Team USA                   | USHL        | 22  | 8  | 10 | 18 | 36  | — | — | — | — | — |
|             | U.S. National U18 Team     |             | 53  | 13 | 25 | 38 | 59  | — | — | — | — | — |
| 2022–2023   | Boston University Terriers | NCAA        | 40  | 10 | 13 | 23 | 49  | — | — | — | — | — |
| 2023–2024   | Boston University Terriers | NCAA        | 37  | 5  | 18 | 23 | 34  | — | — | — | — | — |
| 2024–2025   | Philadelphia Flyers        | NHL         | 1   | 0  | 0  | 0  | 0   | — | — | — | — | — |
|             | Boston University Terriers | NCAA        | 38  | 10 | 8  | 18 | 65  | — | — | — | — | — |
| NHL totalt  | NHL totalt                 | NHL totalt  | 1   | 0  | 0  | 0  | 0   | — | — | — | — | — |
| NCAA totalt | NCAA totalt                | NCAA totalt | 115 | 25 | 39 | 64 | 148 | — | — | — | — | — |
| USHL totalt | USHL totalt                | USHL totalt | 52  | 14 | 28 | 42 | 68  | — | — | — | — | — |

### Internationellt
| Källa: Uppdaterad: 2025-04-18 | Källa: Uppdaterad: 2025-04-18 | Källa: Uppdaterad: 2025-04-18 |         | Utv = Utvisningsminuter | Utv = Utvisningsminuter | Utv = Utvisningsminuter | Utv = Utvisningsminuter | Utv = Utvisningsminuter |
| År                            | Lag                           | Mästerskap                    | Matcher | Mål                     | Assists                 | Poäng                   | Utv                     |                         |
| ----------------------------- | ----------------------------- | ----------------------------- | ------- | ----------------------- | ----------------------- | ----------------------- | ----------------------- | ----------------------- |
| 2022                          | USA                           | U18-VM                        | 6       | 1                       | 5                       | 6                       | 0                       |                         |
| Junior totalt                 | Junior totalt                 | Junior totalt                 | 6       | 1                       | 5                       | 6                       | 0                       |                         |